# Séricine
La séricine est une protéine synthétisée par Bombyx mori (ver à soie) de formule chimique C30H40N10O16.
La soie du ver à soie est constituée de séricine et de fibroïne, la fibroïne étant le centre structurel de la soie et la séricine étant la gomme recouvrant les fibres et leur permettant de se coller les unes aux autres.